# Maladera drescheri
Maladera drescheri är en skalbaggsart som beskrevs av Moser 1913. Maladera drescheri ingår i släktet Maladera och familjen Melolonthidae. Inga underarter finns listade i Catalogue of Life.